# Discoelius assimilis
Discoelius assimilis är en stekelart som beskrevs av Brethes 1903. Discoelius assimilis ingår i släktet tapetserargetingar, och familjen Eumenidae. Inga underarter finns listade i Catalogue of Life.